# Jens Immanuel Baggesen
Jens Immanuel Baggesen (Korsør, Dinamarca, 15 de febrero de 1764-Hamburgo, Alemania, 3 de octubre de 1826) fue un poeta danés.

## Biografía
Baggesen nació en Korsør (Dinamarca). Su familia era muy pobre, por lo que desde los 12 años trabajó copiando documentos en la oficina del escribano del distrito. Durante su adolescencia, padeció de depresión e intentó suicidarse en varias ocasiones. Sin embargo, en 1782, logró entrar a la Universidad de Copenhague. Baggesen obtuvo éxito como escritor desde sus inicios, cuando publicó Comiske fortællinger (Cuentos cómicos) en 1785.
Posteriormente, Baggesen empezó a escribir poesía más seria, lo que le permitió entrar a la alta sociedad. Sin embargo, su éxito se vio interrumpido en marzo de 1789, cuando se estrenó su ópera Holger Danske. La ópera causó controversia y provocó que los nacionalistas se pusieran en contra de Baggesen, por lo que el poeta tuvo que abandonar Dinamarca. Baggesen pasó los próximos años en Alemania, Francia y Suiza. En 1790, se casó en Berna y empezó a escribir en alemán, idioma en el que publicó su próximo poema, Alpenlied.
En el invierno de 1790, Baggesen regresó a Dinamarca y publicó el poema descriptivo Labyrinthen. Durante los siguientes veinte años, viajó por Europa del Norte, asentándose finalmente en París. Allí, continuó publicando volúmenes tanto en danés como en alemán. Una de sus obras más conocidas de este periodo es la epopeya Parthenais (1803).
En 1806, regresó a Copenhague, solo para encontrar a Adam Oehlenschläger como el poeta más popular. Baggesen vivió en Copenhague hasta 1820, luchando constantemente por popularidad con varios poetas.
Baggesen abandonó Dinamarca por última vez y regresó a París, en donde en 1822 murieron su segunda esposa y su hijo menor. Luego de pasar un tiempo en prisión debido a una deuda, su salud mental se deterioró. En 1826, después de una ligera mejora, decidió regresar a Dinamarca. Sin embargo, murió en el camino en un hospital de Hamburgo y fue enterrado en Kiel.